# Жестокие игры 3
«Жестокие игры 3» (англ. Cruel Intentions 3; точный перевод — «Жестокие намерения 3») — американский фильм 2004 года.
Фильм повествует о сводной сестре Кэтрин Мертей, известной по первым двум частям «Жестоких игр», 20-летней Кэссиди Мертей  и её приятелях Джейсоне и Патрике, которые затевают споры, на кону которых судьбы одноклассников.
Кэссиди, после неудачной попытки покорить сердце парня Кристофера Ньюборна из королевских кровей, предлагает Джейсону и Патрику разбить уже сложившуюся пару и соблазнить обрученную недотрогу. После завершения спора ничьей, объектом соблазнений вновь становится Кэссиди. Хорошая игра и безупречная стратегия Джейсона и Кэссиди приводят к исключению Патрика из колледжа.

## В ролях
| Актёр               | Роль                  |
| ------------------- | --------------------- |
| Керр Смит           | Джейсон Аргайл        |
| Кристина Анапау     | Кэссиди Мертей        |
| Натан Уэзерингтон   | Патрик Бэйлс          |
| Мелисса Ивонн Льюис | Элисон Либрэй         |
| Натали Рэмси        | Шейла Райт            |
| Том Паркер          | Майкл Каттралл        |
| Майкл Пембертон     | Кристофер Ньюборн     |
| Тара Кэрролл        | Валерия Калдас        |
| Чарли Уэбер         | Брент Паттерсон       |
| Алекс Доннелли      | Профессор Элдридж     |
| Уильям Грегори Ли   | ассистент-регистратор |
| Аарон МакФерсон     | Полицейский           |
| Элизабет МакДональд | Длинноногая блондинка |

## Саундтрек
- Dalton Grant — «Broken»
- Piebald — «The Stalker»
- Glimpse — «Truth Be Told»
- Pedro the Lion — «Indian Summer»
- The Waking Hours — «Almost Nearly There»
- Seismic — «Top of the World»
- Twintwelve — «Never Again»
- Twintwelve — «So I’m Told»
- Jets to Brazil — «You’re Having the Time of My Life»
- Jealousy Curve — «The World Is You»
- The 88 — «Kind of Light»
- Other Star People — «Holiday»
- Nathan Anderson — «Sweet Misery»
- The 88 — «Sunday Afternoon»
- Dalton Grant — «Happiness in NY»
- Fade — «Inside Another Quiet Room»
- Dalton Grant — «Smile»
- -i-94- — «You»
- Tickler — «A Final Dance»
- Too Rude — «If You Love It»
- Jealousy Curve — «Appreciated»
- The Twigs — «Love, Love, Love»